# Natalia Vanlyarskaya
Natalia Vanlyarskaya (4 de mayo de 1858, San Petersburgo - 14 de marzo de 1921, Cannes) fue una filántropa, dama de honor de la corte imperial (1913), desde 1890 esposa morganática del duque Jorge Alejandro de Mecklemburgo-Strelitz, bisnieto del emperador Pablo de Rusia. Dama de la Orden de Santa Catalina.

## Primeros años
Natalia Fiódorovna Vanlyarskaya nació en la familia del entonces consejero de Estado Fiódor Ardalionovich Vanlyarsky (1833-1903) y su esposa, María Fiódorovna Uvarova (1835-1872). Natalia fue la primogénita de los 6 hijos qu engendró el matrimonio. Abandonada a los trece años tras la muerte de su madre, se convirtió en ama de casa, ayudando en todo a su abuela, Natalia Petrovna Danilova (1803-1889).
El padre de Natalia, terrateniente de Penza, sirvió junto con Mijaíl Saltykov-Shchedrín.Saltykov en la Cámara del Tesoro del Estado de Penza. A finales de 1866 se trasladó a la ciudad de San Petersburgo y continuó su servicio en la oficina central del Ministerio de Finanzas como auditor superior del Departamento de Recaudación de Impuestos. Pero la principal afición de Vanlyarsky era la música. Conoció a Aleksandr Dargomyzhski, y sirvió en el mismo regimiento con Modest Músorgski en su juventud y mantuvo relaciones amistosas con él durante toda su vida. Natalia Vanlyarskaya siguió los pasos de su padre. M. V. Volkonskaya escribió en sus memorias dedicadas a Mili Balákirev:

## Dama de compañía
[[Файл:Sankt-Petěrburg 029.jpg|izquierda|miniaturadeimagen|La mansión de la condesa Karlova a la orilla del río Fontanka]]
En 1884, Natalia fue aceptada como dama de compañía en el séquito de la gran princesa Catalina Mijáilovna, viuda del duque don Jorge Augusto de Mecklemburgo-Strelitz. Después de haber estado viviendo con su padre, en el invierno Natalia fue a servir en el Palacio Mijailovski, y en verano la gran  invitó a toda la familia Vanlyarsky a su casa en Oranienbaum. Según las memorias de Alexandre Benois, la gran princesa «era una dama estricta, muy consciente de su propio valor y del de su rango, y muy cuidadosa en la observancia de sus prerrogativas ».
Su hijo mayor, el duque Jorge Alejandro, desde la infancia se interesó seriamente por la música; tocaba el piano y el violonchelo con gran destreza y se dedicaba a componer. La casa de su abuela, la gran princesaElena Pavlovna, estaba abierta a compositores y músicos. Sin embargo, Jorge Alejandro estaba destinado a una carrera militar. Alekséi Brusílov habló de él así: «Era un gran excéntrico, y por mucho que intentara ser un buen comandante de regimiento, no tenía mucho éxito». «Era un hombre muy honesto y noble y se esforzaba al máximo por cumplir con sus deberes».
Mientras acompañaba a la gran princesa Catalina a diversos eventos sociales se encontraba frecuentemente con el duque Jorge Alejandro. Encontraron intereses comunes: «Era una mujer muy inteligente, le interesaba el arte y la literatura, pero sobre todo la música, lo que probablemente sirvió para acercarla a su marido, el duque Jorge, que era un excelente pianista y le apasionaba tanto la música que incluso formó su propio cuarteto, famoso en todo San Petersburgo, de cuatro virtuosos de primera clase que tocaban maravillosamente ». Al mismo tiempo, la niña no era una belleza reconocida: «Al no ser tan bonita como su hermana menor, Mariana Mansurova (más tarde esposa de Yakov Vladimirovich Ratkov), todavía poseía ese encanto femenino que a veces compensa por completo la falta de belleza patentada. Bastante alta, muy delgada, con ojos en los que juega una especie de brillo alegremente astuto y al mismo tiempo acariciador, con rasgos faciales bastante simples pero "lindos", "Natasha Karlova" merecía plenamente ser incluida en las filas de las personas más agradables del sexo femenino ».

## Matrimonio

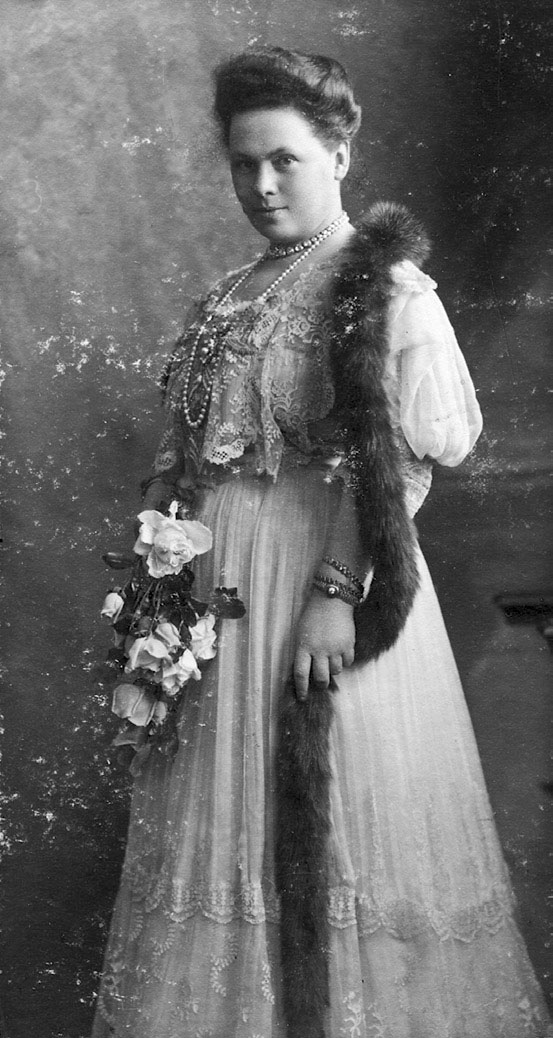
Retrato fotográfico de la década de 1900

Al notar la inclinación de su hijo hacia Natalia, la gran princesa retiró a la muchacha de sus funciones como dama de compañía. Don Jorge Alejandro mostró perseverancia y comenzó a solicitar permiso para casarse: en junio de 1889, viajó a Alemania para obtener el permiso del  de Mecklemburgo-Strelitz, don Federico Guillermo.
La boda se celebró el 2 de febrero de 1890 a las 4 de la tarde en la iglesia del Palacio Mijailovski. En la boda estuvieron presentes el emperador Alejandro III y su esposa, la emperatriz María Fiódorovna .El padrino del novio era el gran príncipe Miguel Nikoláyevich, la madrina era la gran princesa Catalina y los padrinos de la novia fueron su padre y la condesa Sofía Andreievna Tolstaya. La boda fue oficiada por el rector de la iglesia del palacio, el arcipreste Juan Syrensky, y según el rito luterano en uno de los salones del palacio, por el párroco de la Iglesia Luterana de Catalina de la isla Vasilievsky, Gazeneger. Por la noche, se celebró una cena nupcial en el Palacio Mijailovski, tras la cual los recién casados partieron en tren hacia la ciudad de Oranienbaum para su residencia permanente. Allí la pareja pasó el primer mes de su vida conyugal, luego se mudaron a un apartamento de 15 habitaciones preparado para ellos en el primer piso del Ala de Oficinas del Palacio Mijailovsky en San Petersburgo .
Después de la boda, a doña Natalia se le concedió el título de « de Carlow», pero la posición de la recién nombrada condesa era delicada. No fue aceptada en la corte. La mayor parte de la familia imperial, y después de ellos la mayoría de la aristocracia, la trataron con crueldad, «pero estaba tan absorta en su familia, en la crianza de sus hijos y en el cuidado de su adorado esposo, que tenía pocos dolores. Ella continuó recorriendo el mismo camino con paso firme y tranquilo y poco a poco se ganó el corazón de todos. Ella incluso, a pesar de toda su modestia, adquirió cierta popularidad ».

## Actividad caritativa
Habiendo casado en una familia conocida por sus actividades caritativas (los duques de Mecklemburgo-Strelitz eran fideicomisarios, entre otros, del Instituto Clínico Yelena y del Hospital Yelizavetinsky, de la Sociedad Musical Rusa y del Conservatorio de San Petersburgo  ), doña Natalia comenzó a tomar parte activa en ellas. Durante la guerra ruso-japonesa fue nombrada asistente de la princesa Eugenia Maximilianovna de LeuchtenbergEugenia Maximilianovna de Leuchtenberg, de hecho dirigía el comité, donde realizaba una enorme cantidad de trabajo: se dedicaba a enviar paquetes al frente, cuidaba a los heridos y discapacitados, obtenía beneficios para los soldados (los ayudaba a instalarse, les daba dinero, les proporcionaba tratamiento) y sus hijos. En Katalnaya Gorka (un pabellón situado en el territorio de Oranienbaum) se instaló un almacén de la Cruz Roja. Los duques de Mecklemburgo-Strelitz donaron dinero y organizaron conciertos benéficos .
A principios de 1905, realizó una acción sin precedentes: se colocó un anuncio en el periódico Novoye Vremya sobre la recopilación de literatura de contenido religioso y moral para los soldados rusos en cautiverio. Los libros llegaban de todos los rincones del imperio, por lo que se recolectaron decenas de miles de ellos y se enviaron a Japón. Posteriormente, por su trabajo en el Comité de Port Arthur, a la condesa de Carlow  fue concedida la Orden de Santa Catalina .
La condesa Karlova fue miembro honorario de la Sociedad de Beneficencia para el Cuidado de Mujeres Trabajadoras Inteligentes y fideicomisaria del orfanato Barón O. O. Buxgevden.
Durante la Primera Guerra Mundial, la condesa de Carlow fue miembro del Comité Especial de San Petersburgo de la  princesa Olga Nikoláyevna para brindar asistencia a las familias de las personas llamadas a participar en la guerra. La casa de Mecklemburgo-Strelitz destinó dinero al mantenimiento de enfermerías y hospitales, uno de los cuales se abrió en su casa de Fontanka .

## Últimos años

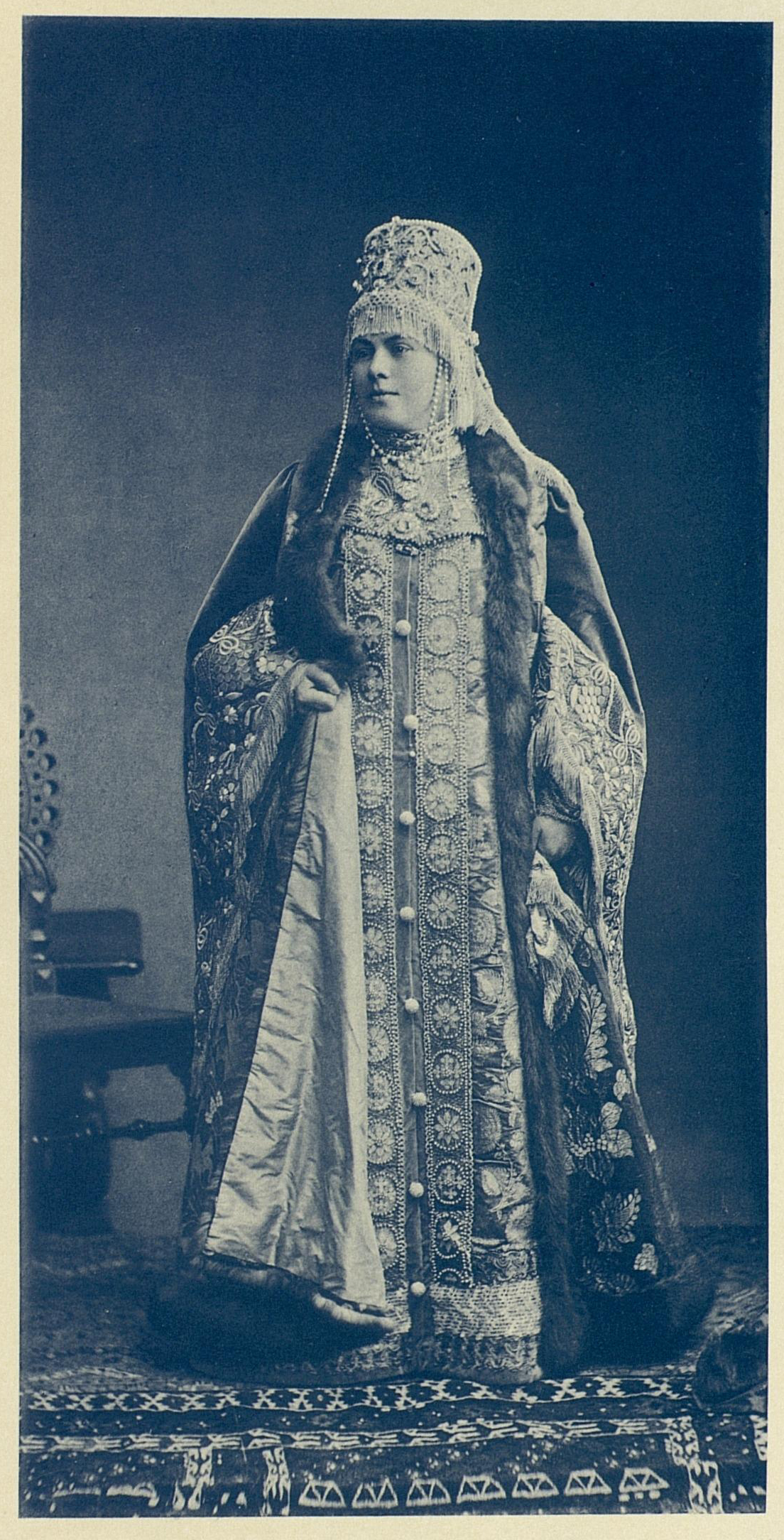
La condesa de Carlow en un baile de disfraces.

Poco a poco empezó a ser aceptada en la corte . En 1903, doña Natalia y su marido asistieron al famoso baile de disfraces en el Palacio de Invierno.
La familia vivía en los palacios Mijailovsky y Oranienbaum, pero según los términos del testamento de la gran princesa Catalina, los bienes inmuebles que le pertenecían: el Palacio Mijailovsky, el Palacio Kamennoostrovsky con su isla y el Palacio Oranienbaum con todas sus tierras fueron legados al duque fon Carlos Miguel y la princesa doña Elena. Don Jorge Alejandro sólo tenía derecho a su usufructo de manera vitalicia. Cuidando de su familia, el  incrementó constantemente su capitpatrimoniouiriendo tierras y casas para sustentarlos. En 1895, don Jorge Alejandro se mudó del Palacio Mijailovski a una casa en el terraplén Fontanka, que compró con el consentimiento del emperador Nicolás II y amuebló según sus planes personales. En 1896 adquirieron la finca Zhabino, que se convirtió en una de las residencias de verano de la familia.
El 5 de diciembre de 1909, de manera inesperada para todos, el duque don Jorge Alejandro de Mecklemburgo murió en el año de su quincuagésimo cumpleaños. Su funeral tuvo lugar en la Iglesia Luterana de Oranienbaum. En 1913 ocurrió una nueva tragedia: el 4 de diciembre, la hija menor, la condesa Natalia, murió de neumonía y fue enterrada en Oranienbaum junto a su padre.
La condesa de Carlow y sus hijos, en calidad de parientes, acompañaron a la familia imperial en un viaje en barco por el río Volga en honor a la celebración del 300 aniversario de la Casa Romanov. La emperatriz doñaAlejandra Fiódorovna deseaba que la condesa María de Carlow se uniera oficialmente a su séquito, lo que pronto se cumplió, y Merika se convirtió en la dama de compañía de la emperatriz .
Después de la revolución, la familia emigró y doña Natalia se instaló en Niza. En 1920 vivió en Londres, donde participó en la labor de la Cruz Roja.
Su hermana menor, Mariana, la esposa de Yakov Vladimirovich Ratkov-Rozhnov, también participaría activamente en obras de caridad en el exilio: en 1923 se convertiría en la fundadora de la hermandad de la Catedral de Alejandro Nevski de París y sería su primera hermana mayor. Junto con su marido, invirtió en la compra de un terreno y en la construcción de la Iglesia de San Juan el Guerrero en Meudon, cerca de París.
Doña Natalia falleció el 14 de marzo de 1921 en Cannes y fue enterrada en el cementerio Grand Jas.

## Hijos
Los cuatro hijos de la pareja recibieron el título de «Condes de Carlow» en honor a la madre: 
- La condesa Catalina de Carlow (25 de julio de 1891 - 9 de octubre de 1940, víctima de un ataque aéreo alemán a Londres) se casó en 1913 con el príncipe Vladimir Galitzine (1884-1954).[cita requerida]
- La condesa María de Carlow (31 de octubre de 1893 - 5 de septiembre de 1979), que se casó con el príncipe Boris Dmitrievich Golitsyn (1892-1919) en 1916, enviudó en 1919 y en segundas nupcias con el conde Vladimir Petrovich Kleinmichel (1901-1982).[cita requerida]
- Condesa Natalia de Carlow (20 de noviembre de 1894 - 4 de diciembre de 1913).[cita requerida]
- Jorge, duque de Mecklemburgo (5 de octubre de 1899 - 6 de julio de 1963).[cita requerida]